# Communauté du renseignement des États-Unis
United States Intelligence Community
La Communauté du renseignement des États-Unis — en anglais, United States Intelligence Community (IC) —, créée le 4 décembre 1981 par l'ordre exécutif 12333 du président des États-Unis Ronald Reagan, regroupe, depuis le 9 janvier 2021, 18 services de renseignement des États-Unis dépendant de différents ministères ou indépendants pour certains d’entre eux.
La fonction de coordinateur de ces différents services est assurée par le directeur du renseignement national, membre du cabinet du président des États-Unis, à la suite de l'Intelligence Reform and Terrorism Prevention Act de 2004.

## Historique de l'espionnage aux États-Unis
Avant que les États-Unis ne deviennent une superpuissance, en temps de paix le renseignement n'était pas une préoccupation majeure du gouvernement américain et il n'existait pas de service de renseignement global. Il a fallu la guerre froide pour que cet aspect des relations internationales soit intégré à une large échelle à l'aide, entre autres, du National Security Act de 1947.

### Débuts
Le United States Secret Service fondé en 1865 est chargé de protéger le président des États-Unis et de la lutte contre la fausse-monnaie ; l'United States Navy avait créé en 1882 l'Office of Naval Intelligence pour suivre l'évolution des marines de guerre ; la Black Chamber, première structure permanente de cryptanalyse créée en 1917 par les États-Unis pendant la Première Guerre mondiale, fut fermée en 1929 car le secrétaire d'État de l'époque, Henry Lewis Stimson, abhorrait l'espionnage ; le FBI a développé un petit réseau en Amérique latine dans les années 1930 qui est officialisé en 1940, le Special Intelligence Service (en).
Les États-Unis furent espionnés dès l'entre-deux-guerres par sa rivale idéologique, l'URSS, puis durant la Seconde Guerre mondiale par les réseaux de l'Allemagne nazie, mais l'Abwehr ne fut guère efficace sur le continent nord-américain.
Avec la Seconde Guerre mondiale, le besoin d'un service de renseignement pouvant agir sur le terrain apparu, et l'Office of Strategic Services (OSS) fut créé avec l'aide des services britanniques, très performants dans ce domaine. Ces relations se prolongèrent après-guerre avec notamment la signature de l'accord secret United Kingdom - USA Security Agreement, souvent appelé traité UKUSA.

### Guerre froide
Au sortir de ce conflit, les relations avec le nouveau bloc de l'Est se refroidirent très vite et se transformèrent en guerre froide. Les régimes communistes, essentiellement l'Union soviétique, lancèrent des missions de renseignement continuelles à tous les niveaux, essentiellement du renseignement sur le potentiel militaire, mais également de l'espionnage industriel, scientifique et politique, ainsi que de la désinformation. Ils recrutèrent plusieurs centaines de citoyens américains acceptant d'espionner leur pays, en majorité pour des raisons mercantiles ou idéologiques, ou contraints par un chantage. Ainsi, le journaliste communiste américain Whittacker Chambers révéla en 1948 devant la House Un-American Activities Committee qu'au moins 75 fonctionnaires de l'administration américaine, dont Alger Hiss, membre de la délégation américaine lors de la conférence de Yalta, et Harry Dexter White, bras droit du secrétaire au Trésor de l'époque, avaient livré des informations capitales durant la Seconde Guerre mondiale.
Voici quelques chiffres sur les 149 cas de citoyens américains ayant travaillé avec une puissance étrangère, dévoilés entre 1950 et 2001:
| Décennie    | Travaillant pour le bloc soviétique | Travaillant pour un autre pays adversaire | Travaillant pour un pays neutre ou allié |
| ----------- | ----------------------------------- | ----------------------------------------- | ---------------------------------------- |
| Années 1950 | 15                                  | 1                                         | 1                                        |
| Années 1960 | 21                                  | 0                                         | 1                                        |
| Années 1970 | 22                                  | 2                                         | 2                                        |
| Années 1980 | 54                                  | 2                                         | 9                                        |
| Années 1990 | 7                                   | 3                                         | 9                                        |

Les services de renseignement américains se montrèrent extrêmement actifs à travers le monde. De nombreuses missions de reconnaissance aérienne le long des frontières des pays du bloc de l'Est furent menées et des missions d'espionnage en violation de leur espace aérien eurent lieu, donnant lieu à de nombreux incidents : près de 40 avions furent abattus et 200 militaires américains tués par la défense aérienne du bloc de l'Est dans les années 1950 et 1960. La première violation délibérée semble remonter au 10 mai 1949, jour où un Lockheed RF-80A Shooting Star piloté par le lieutenant Bryce Poe survola les îles Kouriles occupées par les Soviétiques. L'incident de l'U-2 abattu le 1er mai 1960 est le plus célèbre exemple de ces opérations.
Dans le domaine naval, un programme de reconnaissance sous-marine a été marqué par neuf collisions avec d'autres navires, 110 détections possibles et trois fuites dans la presse de 1966 à 1976.
Outre les intérêts nationaux spécifiques, les suspicions et les querelles de territorialité dans ce domaine extrêmement sensible firent que même entre proches alliés occidentaux comme les États-Unis et le Royaume-Uni, la coopération fut parfois quasiment stoppée durant les années 1950 entre leurs services de renseignement respectifs.

### Années 1990 et début duXXIesiècle
Dans le domaine du renseignement, les alliances politiques n'empêchent pas d'espionner ses alliés, comme le montrent les relations entre les États-Unis et la France. Ainsi en 1989, le FBI a démantelé un réseau d'agents de la DGSE française infiltrés dans des compagnies américaines dont IBM, Texas Instruments et Corning Glass,,, tandis que Richard L. Holm, le chef de poste de la CIA à Paris et plusieurs de ses collègues furent expulsés de France par le gouvernement français en compagnie d'autres diplomates américains suspects, à la suite de la découverte d'une affaire d'espionnage économique publiquement révélée en février 1995 par Charles Pasqua.
Plusieurs affaires d'espionnage ont troublé les relations américano-israéliennes, dont la plus célèbre est celle de Jonathan Pollard, démasqué en 1985 et condamné à une peine d'emprisonnement à vie le 4 mars 1997. Les médias ont rapporté qu'il existerait un accord tacite entre Washington et Jérusalem pour ne pas mener d'opération d'espionnage contre les intérêts de son allié, mais les services israéliens ont régulièrement été remarqués comme actifs sur le territoire américain. Un rapport de la CIA datant de mars 1979 notait déjà qu'Israël avait utilisé des micros, des écoutes téléphoniques et des tentatives de chantage ou de corruption pour espionner sur le territoire américain. En 1986, des officiers de l'armée de l'air israélienne travaillant sous contrat avec la société US Recon Optical transmirent des informations confidentielles à une firme concurrente israélienne. D'autre part, le FBI trouve régulièrement des écoutes installées sur les lignes téléphoniques de missions diplomatiques de pays arabes. Un rapport américain signale qu'Israël est considéré comme particulièrement agressif, n'hésitant pas à approcher les personnes détenant des informations sensibles.
Malgré la fin de la Guerre froide, le contre-espionnage américain doit redoubler de vigilance car le nombre d'acteurs souhaitant effectuer du renseignement pour des raisons d'ordre politique, économique ou idéologique s'est accru, et les fuites d'information via des acteurs privés comme WikiLeaks augmentent considérablement.
Outre l'espionnage par des États comme la République populaire de Chine, dont les services de renseignement sont très actifs et qui a fait parler d'elle à la suite du rapport Cox en 1999, puis dans une douzaine d'affaires d'espionnage militaire, technologique et commercial en 2007, des entreprises privées pratiquent l'espionnage économique de leurs concurrents, et des organisations criminelles ou terroristes tentent de s'infiltrer ou de recruter aux États-Unis. Enfin, la « guerre contre le terrorisme » déclenchée à la suite de l'impuissance des services de sécurité à prévenir les attentats du 11 septembre 2001 a justifié une vaste remise en cause des structures de ces services.
Voici quelques affaires du début du XXIe siècle :
- Noshir Gowadia, un des principaux ingénieurs ayant conçu le Northrop B-2 Spirit, le système de propulsion et le système de défense contre les missiles à auto-directeurs infrarouges, est arrêté en 2005. Il est accusé d'avoir livré des informations confidentielles sur celui-ci à plusieurs États (incluant l'Allemagne, la République populaire de Chine, Israël, l'Iran, l'Inde et la Suisse) à partir de 1999[22] ;
- Hassan Abujihaad, un ancien marin de l'United States Navy, a été arrêté en 2007 après avoir donné la localisation et les missions de navires de guerre américains à Al-Qaïda[23] ;
- Walter Kendall Myers, travaillant pour le département d'État, et son épouse ont espionné depuis 1980 au profit de Cuba avant d'être arrêtés en juin 2009 puis condamnés le 16 juillet 2010 à respectivement 30 et 7 ans de prison, et à la confiscation de 1,7 million de dollars[24] ;
- Stewart Nozette, un scientifique travaillant pour le département de la Défense et la NASA, est accusé en octobre 2009 d'avoir transmis des informations classifiées à un agent du FBI se faisant passer pour un agent israélien[25], comptant obtenir ainsi deux millions de dollars[26].

Le 27 juin 2010, le FBI annonce le démantèlement d'un réseau russe comprenant au moins onze espions infiltrés, dont certains opèrent depuis plus de dix ans. L'affaire fut réglée rapidement par un échange, le 9 juillet 2010, de dix agents — le onzième s'étant échappé à Chypre — contre trois Russes ayant travaillé pour les États-Unis et un autre pour le Royaume-Uni,,.
Depuis l'arrivée de l'administration Obama en 2008 jusqu'en 2013, au moins six personnes ayant communiqué des informations sensibles à des personnes privées ont fait l'objet de poursuites :
- Shamai Leibowitz, traducteur au FBI, condamné le 24 mai 2011 à 20 mois de prison pour avoir divulgué des informations à un blogueur[32] ;
- Thomas A. Drake, ancien agent de la NSA, inculpé pour avoir joué le rôle d'informateur pour un journaliste du Baltimore Sun le 24 avril 2010[33] ;
- Stephen Kim, contractuel du département d'État, accusé le 27 août 2010 de fuites d'un rapport de renseignement classé Top secret à un journaliste[34] ;
- Bradley Manning de l'armée de terre des États-Unis, arrêté en juin 2010 et accusé d'être la source des révélations de télégrammes de la diplomatie américaine par WikiLeaks[35] ;
- Jeffrey Sterling, ancien agent de la CIA arrêté le 6 janvier 2011[36] ;
- Edward Snowden, qui a dévoilé aux médias le programme de surveillance PRISM en juin 2013, est à l'origine de nombreuses autres révélations.

Il faut signaler[style à revoir] l'intense activité de lobbying effectuée aux États-Unis par des acteurs privés ou étatiques, qui confient le recueil d’informations politiques et diplomatiques à des cabinets dont certains emploient d'anciens membres de la communauté du renseignement américaine. Ceux-ci sont théoriquement tenus de se déclarer en tant que représentant d’un État étranger auprès du gouvernement fédéral, mais beaucoup ignorent cette obligation sans être inquiétés. Taïwan a ainsi privatisé depuis longtemps sa collecte d’informations aux États-Unis, tandis que la République populaire de Chine n’a commencé à employer des lobbyistes privés qu’à partir de 2005. L'État russe reste en 2010 l’un des très rares pays à ne pas recourir à des lobbyistes, alors que des entreprises publiques russes comme Gazprom les utilisent massivement.

## Organisation

### Secteur du renseignement aux États-Unis
Selon un dossier du Washington Post paru en juillet 2010, l'ensemble des acteurs faisant partie d'une façon ou d'une autre du renseignement, de la sécurité du territoire et du contre-terrorisme représente un total de 1 271 agences gouvernementales et 1 931 compagnies privées (110 d’entre elles se partageant 90 % du marché et 800 étant spécialisées dans les technologies de l’information) travaillant dans environ 10 000 sites répartis dans les États-Unis. Cet ensemble a vu le nombre de ses acteurs se multiplier depuis les attentats du 11 septembre 2001, et la priorité donnée à la lutte contre le terrorisme : au moins 263 organisations ont été créées ou réorganisées en réponse à ces attentats, avec un budget total en très forte hausse. Plus de 50 000 rapports par an sont produits par ses services,.
En 2010, le dossier du Washington Post estimait que 854 000 personnes (agents fédéraux, fonctionnaires civils et militaires, contractants privés, chargés de mission, etc.) avaient une habilitation de sécurité « Top Secret » dont 265 000 appartenaient au secteur privé. Cependant, un rapport du bureau du directeur du renseignement national montre que ces chiffres ont été sous-estimés : en octobre 2010, le total d'employés fédéraux et de contractuels détenant une habilitation « Top Secret » était de 1 419 051.
Concernant le nombre d'accréditations, il faut relever que les principales agences de renseignement américaines comptent environ 100 000 employés, le FBI plus de 30 000, le DHS regroupe plus de 200 000 personnes au sein de plusieurs agences, les forces armées des États-Unis comptent un total de 1,4 million de militaires d'active. Plusieurs ministères de l'administration américaine ont également accès à des documents classifiés. Les deux chambres du Congrès fédéral comptent également un certain nombre de ces accréditations, au même titre que les administrations locales dans chacun des cinquante États des États-Unis.

### Composantes

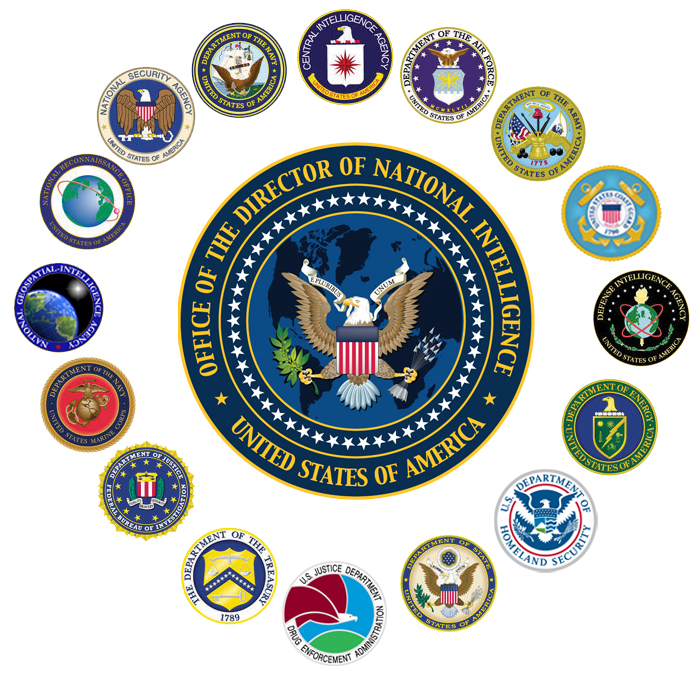
Emblèmes des 17 services de renseignement nationaux entre 2006 et début 2021.

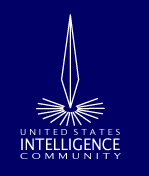
Ancien logo de l’Intelligence Community

La Communauté est constituée depuis le 9 janvier 2021 de 18 membres (ou éléments), le Bureau central en faisant désormais partie. La CIA est un service indépendant du gouvernement fédéral, elle est néanmoins placée sous la supervision du directeur du renseignement national ; les seize autres éléments sont des services ou bureaux rattachés à des départements (ministères) fédéraux.
La Communauté est dirigée depuis la création de ce poste en 2004 par le directeur du renseignement national, dont le bureau n'était pas listé comme membre de la Communauté jusqu'en 2010 :
- Bureau du directeur du renseignement national (en) ( Office of the Director of National Intelligence) ;
- Service indépendant :
  - Central Intelligence Agency (CIA) ;
- Département de la Défense :
  - Defense Intelligence Agency (DIA, Agence de renseignement de la défense),
  - United States Army Intelligence and Security Command de l'United States Army (Commandement du renseignement de l’armée de terre),
  - Agence de renseignement, de surveillance et de reconnaissance de l’armée de l’air (en) (Air Force Intelligence, Surveillance and Reconnaissance Agency, AF ISR Agency) de l'United States Air Force,
  - Office of Naval Intelligence (ONI) de l'United States Navy,
  - Marine Corps Intelligence Activity (MCIA) de l'United States Marine Corps,
  - Commandement des forces spatiales (en) de l'United States Space Force (Space Force Intelligence, Surveillance and Reconnaissance Enterprise, depuis le 9 janvier 2021),
  - National Geospatial-Intelligence Agency (NGA, anciennement NIMA, agence nationale d’imagerie et de cartographie),
  - National Reconnaissance Office (NRO, bureau national de reconnaissance),
  - National Security Agency (NSA, agence nationale de sécurité) ;
- Département de l'Énergie :
  - Office of Intelligence and Counterintelligence (bureau de renseignement et de contre-espionnage) ;
- Département de la Sécurité intérieure :
  - Office of Intelligence and Analysis,
  - Coast Guard Intelligence (CGI) de l'US Coast Guard (depuis le 28 décembre 2001) ;
- Département de la Justice :
  - Federal Bureau of Investigation (FBI) : National Security Branch (FBI/NSB),
  - Drug Enforcement Administration (DEA) : Office of National Security Intelligence (DEA/NN) (depuis 2006) ;
- Département d'État :
  - Bureau de renseignement et de recherche (en) (Bureau of Intelligence and Research, de sigle : INR pour « Intelligence’n Research ») ;
- Département du Trésor :
  - Bureau de renseignement et d’analyse du département du Trésor (en) (Office of Intelligence and Analysis).

## Budget

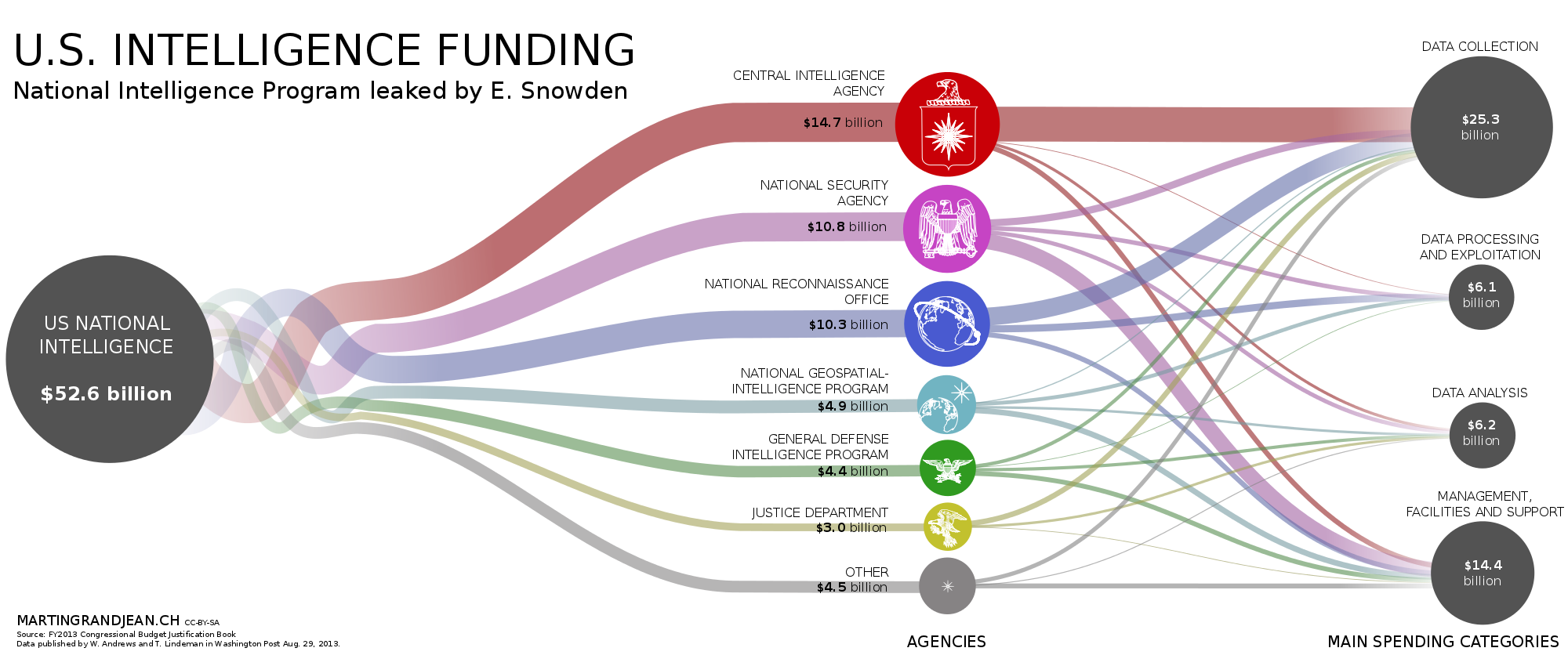
Budget de la communauté du renseignement américain (2013) révélé par le Washington Post sur la base d'un document fourni par Edward Snowden.

Le budget du renseignement américain a longtemps été classifié. De manière exceptionnelle, les budgets des années 1997 et 1998 ont été rendus publics (26,6 et 26,7 milliards de dollars, respectivement). Cependant, depuis 2007, en vertu d'une loi créée à la suite des recommandations de la Commission nationale sur les attaques terroristes contre les États-Unis, les montants de tout ou partie des budgets annuels sont rendus publics.
Le budget est organisé en deux programmes : le National Intelligence Program (NIP) et le Military Intelligence Program (MIP).
| Année fiscale         | NIP                                                | MIP                                                  | Total                                                |
| --------------------- | -------------------------------------------------- | ---------------------------------------------------- | ---------------------------------------------------- |
| 2005                  | 39,8                                               |                                                      |                                                      |
| 2006                  | 40,9                                               |                                                      |                                                      |
| 2007                  | 43,5                                               | 20                                                   | 63,5                                                 |
| 2008                  | 47,5                                               | 22,9                                                 | 70,4                                                 |
| 2009                  | 49,8                                               | 26,4                                                 | 76,2                                                 |
| 2010                  | 53,1                                               | 27                                                   | 80,1                                                 |
| 2011                  | 54,6                                               | 24                                                   | 78,6                                                 |
| 2012                  | 53,9                                               | 21,5                                                 | 75,4                                                 |
| 2013                  | 52,7 (réduit à 49 par la séquestration budgétaire) | 19,2 (réduit à 18,6 par la séquestration budgétaire) | 71,9 (réduit à 67,6 par la séquestration budgétaire) |
| 2014                  | 50,5                                               | 17,4                                                 | 67,9                                                 |
| 2015 (budget demandé) | 49,4                                               | 13,3                                                 | 62,7                                                 |
| 2016 (budget demandé) | 53,9                                               | 17,9                                                 | 71,8                                                 |

L'argent est réparti entre les 17 agences de renseignement. Il comprend les salaires pour environ 100 000 personnes, les programmes de satellites espions, les avions, les armes, les capteurs électroniques, l'analyse du renseignement, les ordinateurs et les logiciels, etc.
Environ 70 % du budget du renseignement est versé à des compagnies privées, pour l'achat de technologies et de services (y compris l'analyse), selon un graphique de mai 2007 du bureau du DNI.
Concernant ces chiffres, il faut noter qu'en septembre 2009, le directeur du renseignement national Dennis Blair déclarait que l'ensemble des seize agences de l'Intelligence Community a un budget annuel de 75 milliards de dollars et emploie quelque 200 000 personnes dans le monde, y compris des entreprises privés.

### Budget et effectifs en 1974
Victor Marchetti et John D. Marks, anciens hauts fonctionnaires américains, ont publié en 1974 le livre La CIA et le culte du renseignement, indiquant les effectifs et les budgets listés ci-dessous, concernant les agences de renseignement des États-Unis. On remarque que le chiffre des effectifs de la NSA contredit celui donné dans une histoire officielle de la NSA, qui est sans doute volontairement sous-estimé. Le chiffre des effectifs des renseignements militaires s'explique en partie par la guerre du Viêt Nam qui n'était alors pas terminée :
- Air Intelligence Agency (y compris National Reconnaissance Office) : 56 000 employés et un budget de 2,7 milliards de dollars (12 milliards de dollars valeur 2011) ;
- National Security Agency : 24 000 employés et un budget de 1,2 milliard de dollars (5,36 milliards de dollars valeur 2011) ;
- United States Army Intelligence (devenu en 1977 le United States Army Intelligence and Security Command) : 35 000 employés et un budget de 700 millions de dollars (3,13 milliards de dollars valeur 2011) ;
- CIA : 16 500 employés avec un budget de 750 millions de dollars (3,35 milliards de dollars valeur 2011) ;
- Office of Naval Intelligence : 15 000 employés et un budget 600 millions de dollars de budget (2,68 milliards de dollars valeur 2011) ;
- Defense Intelligence Agency : 5 000 employés et 200 millions de dollars de budget (893 millions de dollars valeur 2010) ; elle passe ses propres marchés et compile les rapports des services de renseignement militaire pour le ministère de la Défense, le gouvernement et d'autres services ;
- International Security Department du Federal Bureau of Investigation : 800 agents et 40 millions de dollars de budget (179 millions de dollars valeur 2010) ;
- Office of Intelligence and Analysis de la Commission de l'énergie atomique : 300 employés et 20 millions de dollars de budget (90 millions de dollars valeur 2010) ;
- Office of Intelligence and Analysis du département du Trésor : 300 agents et 10 millions de dollars de budget (45 millions de dollars valeur 2010).

### Budget et effectifs en 2012
| Programme budgétaire                           | Budget En millions de dollars | Effectifs |
| ---------------------------------------------- | ----------------------------- | --------- |
| Consolidated Cryptologic Program (CCP)         | 10 514,035                    | 35 083    |
| Central Intelligence Agency Program (CIAP)     | 15 332,901                    | 22 206    |
| CIA Retirement and Disability System (CIARDS)  | 513,700                       | 0         |
| Community Management Account (CMA)             | 1 870,255                     | 1 742     |
| Département de la Sécurité intérieure (DHS)    | 307,359                       | 940       |
| DoD-Foreign Counterintelligence Program (FCIP) | 505,895                       | 2 152     |
| Département de la Justice (DOJ)                | 3 010,795                     | 15 058    |
| Département de l'Énergie                       | 186,699                       | 198       |
| General Defense Intelligence Program (GDIP)    | 4 815,583                     | 17 562    |
| National Geospatial-Intelligence Program (NGP) | 5 041,569                     | 8 813     |
| National Reconnaissance Program (NRP)          | 10 411,335                    | 2 871     |
| Specialized Reconnaissance Program (SRP)       | 1 267,751                     | 249       |
| Département d'État                             | 68,203                        | 360       |
| Département du Trésor                          | 27,123                        | 155       |
| Total                                          | 53 873,203                    | 107 389   |

Le CCP est le programme national de renseignement d'origine électromagnétique et de sécurité des systèmes d'information ; ses ressources sont divisées entre la NSA et les forces armées qui ont leurs propres services cryptologiques. Le programme du département de la Justice attribue des ressources au FBI et à la DEA. Le NGP et le NRP financent respectivement la NGA et le NRO, mais aussi des éléments des forces armées. Le SRP, selon le Washington Post, couvre deux programmes de collecte sensible de renseignement électromagnétique : la collecte clandestine (CLANSIG) et le Special Collection Service (SCS).

### Rôle dans l'économie

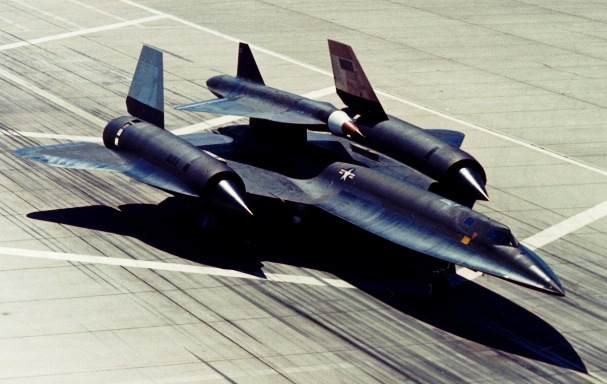
Le Lockheed A-12 Oxcart de reconnaissance tri-sonique, et le drone Lockheed D-21 allant à Mach 3,5, furent conçus à la demande de la CIA. La demande d'engins extrêmement sophistiqués pour la surveillance a permis au complexe militaro-industriel des États-Unis d'accomplir de grands progrès technologiques.

Ce budget doit inclure l'ensemble des acteurs privés et des entreprises jouant un rôle dans le renseignement ainsi que dans la recherche et développement.
La CIA, par exemple, a contrôlé au travers de la holding Pacific Corporation (originellement Airdale Corporation), comprenant environ 10 000 personnes, plusieurs compagnies aériennes dont la plus célèbre est Air America, qui possédait dans les années 1960 la plus grande flotte aérienne privée en nombre d'avions, et a employé jusqu'à 6 000 salariés qui furent employés dans de multiples missions en Asie du Sud-Est avant et pendant la guerre du Viêt Nam. Après sa fermeture, la compagnie continue d'avoir de multiples sociétés écran et utilise de nombreux prestataires de services pour ses activités, comme Vision Airlines.
Autre exemple, la NSA participa au développement du premier superordinateur imaginé par Seymour Cray en 1977, et dans les années 1980, lorsque les entreprises électroniques américaines choisirent de recourir presque exclusivement aux composants japonais alors plus compétitifs, elle décida de fabriquer elle-même les composants nécessaires à ses propres ordinateurs, avec l'aide de National Semiconductor.
En 1999, la CIA a créé In-Q-Tel, un fonds d'investissement destiné à soutenir les entreprises créant des technologies innovantes utilisables pour le renseignement.
Plusieurs sociétés militaires privées travaillent en contrat avec les services de renseignement. Par exemple, des gardes de la société Academi (anciennement Blackwater puis Xe) protègent entre autres installations, celles de la CIA en Afghanistan. En juillet 2010, on a fait état de 22 employés de la CIA, dont huit membres de sociétés privées, tués lors d'opérations liées à la « guerre contre le terrorisme »
Les services américains affirment ne faire de l’espionnage économique qu’à but défensif : repérer si des entreprises étrangères recourent à la corruption, à l’espionnage industriel, ou présentant des risques de prolifération d'armements. Elles ne manquent en revanche pas de renseigner leur gouvernement dans le cadre des négociations internationales d’État à État, comme lors celles dépendant de l’accord général sur les tarifs douaniers et le commerce.
Cependant, pour de nombreux observateurs, spécialistes ou membres de services étrangers, l'administration américaine mènerait depuis les années 1980 une stratégie offensive, et utiliserait massivement le renseignement pour obtenir ou conserver un avantage compétitif pour son économie nationale. Ainsi en 2002, Richard Bennett écrit :

« Selon des sources appartenant à la communauté américaine du renseignement, pendant longtemps la CIA a fourni un effort important pour aider clandestinement, entre autres, l'industrie automobile américaine. Depuis la fin de la guerre froide, Washington a été régulièrement agitée par des discussions au sujet de l'usage de l'espionnage économique fourni par la CIA. Formulé sans euphémisme, cela signifie simplement que des agents de la communauté américaine du renseignement ciblent des intérêts commerciaux importants, aussi bien dans des pays alliées qu'hostiles, puis transmettent secrètement les technologies et secrets commerciaux ainsi dérobés aux compagnies américaines concurrentes. Par une sorte de « pillage de capital intellectuel », la NSA, la CIA et le Pentagone ont pendant des années partagé du renseignement industriel et économique avec l'industrie américaine, en particulier avec les fournisseurs de l'armée et les entreprises impliquées dans la recherche avancée en électronique. Il est certain que le renseignement économique est appelé à devenir une industrie à forte croissante dans le monde du renseignement au XXIe siècle, tant au niveau des nations que des entreprises. »

En 2014, l'ancien employé de la NSA Edward Snowden déclare que la NSA utilise les renseignements collectés à des fins économiques, et des documents de la NSA rendus publics dans le cadre de ses révélations dévoilent l'espionnage pratiqué par l'agence de renseignement au détriment de firmes pétrolières, de sociétés de haute technologie, d'organismes financiers et de banques.

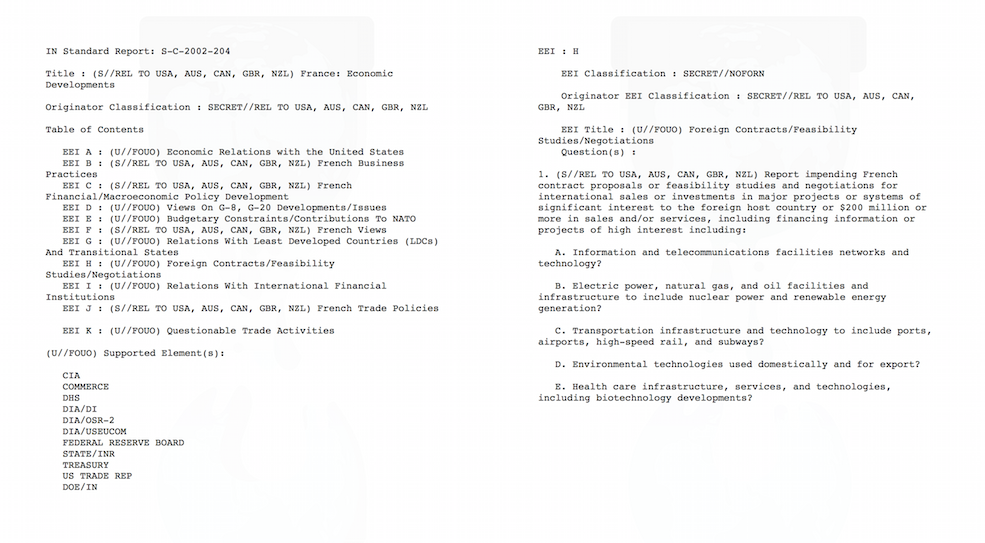
Note secrète de la NSA concernant l'espionnage économique de la France.

Le 29 juin 2015, des documents classifiés divulgués par WikiLeaks confirment que l'espionnage économique exercé par les États-Unis à l'aide du réseau Echelon après la Guerre froide, a pris en 2002 une dimension massive et industrielle. À cette date, les moyens colossaux d’interception et de surveillance déployés dans la lutte contre le terrorisme apparaissent démesurés par rapport à leurs cibles, et l'administration américaine décide de faire de la NSA le bras armé des États-Unis dans la guerre économique.
Concernant la France, une note secrète baptisée « France  : développements économiques » datée de 2002 expose la doctrine de la NSA en matière d'espionnage économique, qui consiste à recueillir toutes les informations pertinentes sur :
- les pratiques commerciales françaises ;
- les relations entre le gouvernement français et les institutions financières internationales ;
- l’approche des questions liées au G8 et au G20 ;
- les grands contrats étrangers impliquant la France.

Ce dernier point est détaillé dans une sous-section intitulée « Contrats étrangers-études de faisabilité-négociations ». Il consiste à récupérer toutes les informations possibles sur les contrats d’envergure impliquant des entreprises françaises, notamment ceux dépassant les 200 millions de dollars. Les secteurs stratégiques suivants sont visés par la NSA :
- technologies de l’information et des télécommunications ;
- énergie électrique, gaz naturel, pétrole, nucléaire, énergies renouvelables ;
- infrastructures et technologies des systèmes de transport, y compris les ports, aéroports, trains à grande vitesse et métro ;
- technologies de l'environnement à usage domestique ou destinées à l'export ;
- infrastructures, services et technologies de santé et de soins, y compris les progrès des biotechnologiess.

Toutes les informations recueillies sont destinées à être ensuite partagées avec les principales administrations américaines  : la CIA, le département de la Sécurité intérieure, le département du Commerce, le département de l’Énergie, l'agence du renseignement de la Défense, la Réserve fédérale, le département du Trésor et le Commandement des forces américaines en Europe.
La révélation de ces rapports secrets de la NSA apportent pour la première fois la preuve qu'un espionnage économique massif de la France est opéré par le plus haut niveau de l'État américain,.

## Programmes

### Surveillance électronique et informatique
- Bullrun
- Echelon
- Perfect Citizen
- Programme de surveillance électronique de la NSA
- PRISM (programme de surveillance)
- XKeyscore

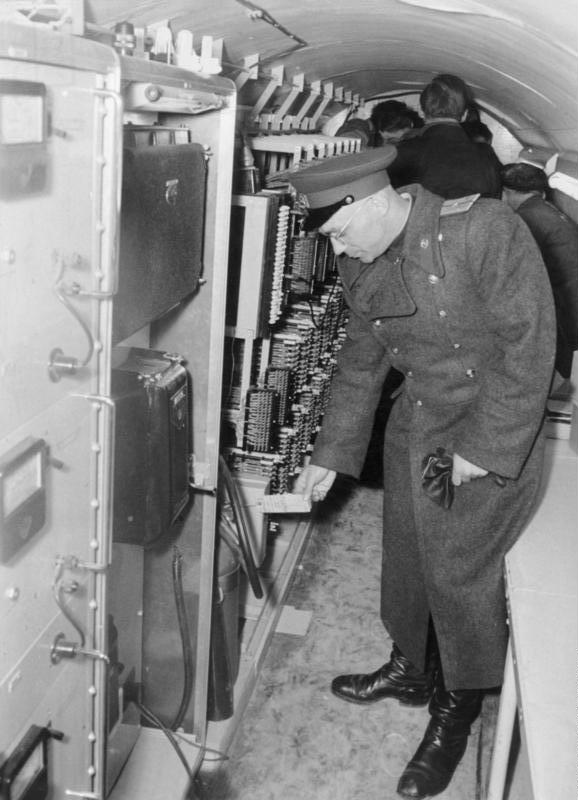
Officier soviétique dans le tunnel creusé par les services anglo-saxons entre Berlin-Ouest et Berlin-Est lors de l'opération Gold après sa découverte, 24 avril 1956.
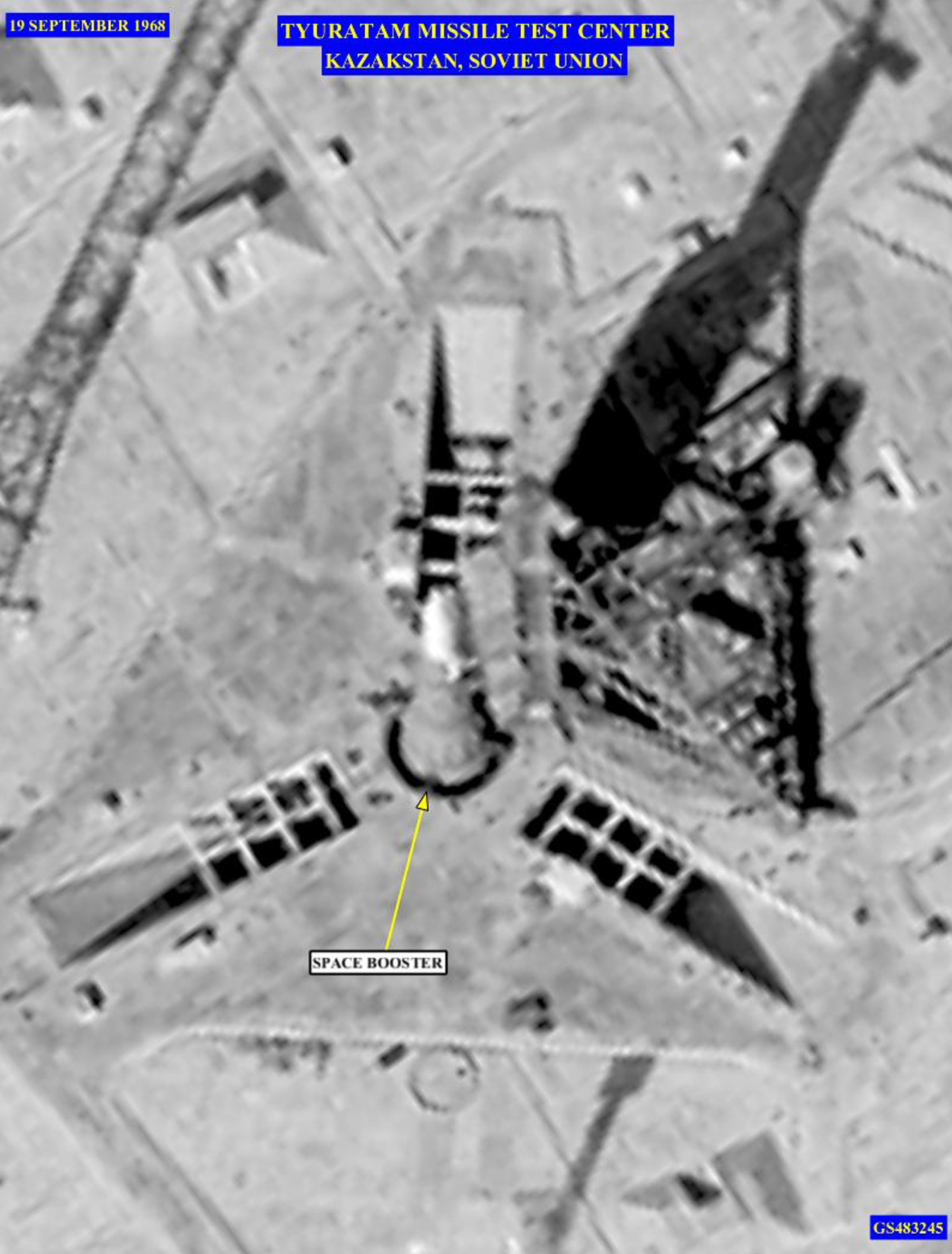
Image prise d'un satellite espion KH-8 d'un lanceur soviétique N-1 en 1968.
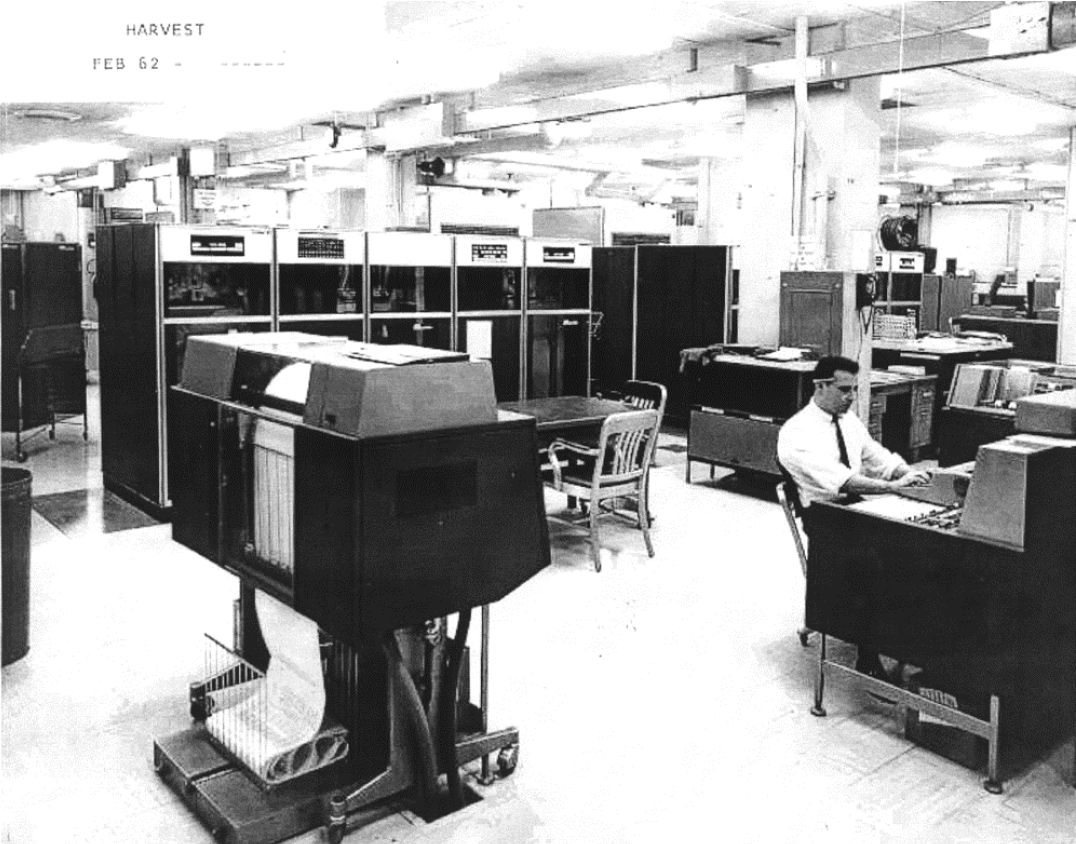
L'IBM 7950 Harvest (en) spécialement créé par la NSA, qui l'utilisa de 1962 à 1976.
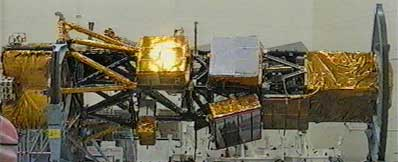
Satellite espion à imagerie radar Lacrosse 4 du National Reconnaissance Office en cours de construction.